# سامانه ژئودتیک جهانی
سامانه ژئودتیک جهانی (انگلیسی: World Geodetic System) یا سامانه زمین‌سنجشی جهانی، استانداری است که در نقشه‌نگاری، زمین‌سنجی و ناوبری ماهواره‌ای از جمله GPS به‌کار می‌رود. نسخه کنونی آن به نام WGS 84 یک دستگاه مختصات زمین‌مرکز، زمین‌ایستا و مبنای ژئودتیک را تعریف کرده و همچنین مدل گرانشی زمین (EGM) و مدل مغناطیسی جهانی (WMM) را توصیف می‌کند. این استاندارد توسط آژانس ملی اطلاعات زمین‌مکانی (NGA) ایالات متحده منتشر و نگهداری می‌شود.

## تاریخچه

توجیه سطح مبنای گرانی‌سنجشی.
مبنای توجیه‌شده بیضی‌وار اخترشناسی-زمین‌سنجشی
زمین‌وار
بیضی‌وار توجیه‌شده گرانی‌سنجشی

تلاش برای تکمیل سامانه‌های مختلف نقشه‌برداری ملی در سده نوزدهم با کتاب معروف فردریش رابرت هولمرت به نام نظریه‌های ریاضی و فیزیکی در ژئودزی فیزیکی آغاز شد. اتریش و آلمان دفتر مرکزی ژئودزی بین‌المللی را پایه‌گذاری کردند و مجموعه‌ای از بیضی‌وارهای جهانی زمین تهیه شدند.
در دهه ۱۹۵۰ وجود یک سامانه ژئودتیک یکپارچه برای کل جهان به چند دلیل ضروری شد:
- علوم فضایی بین‌المللی و آغاز کیهان‌نوردی.
- نبود اطلاعات ژئودزی بین قاره‌ای
- ناتوانی سامانه‌های بزرگ ژئودتیک، مانند مبنای اروپا ۱۹۵۰ (ED50)، مبنای آمریکای شمالی (NAD) و مبنای توکیو (TD) برای ارائه یک پایگاه داده‌های جغرافیایی در سراسر جهان
- نیاز به نقشه‌های جهانی برای ناوبری، هوانوردی و جغرافیا.
- نیاز به یک استاندارد در جنگ سرد، سیستم مرجع جغرافیایی گسترده ناتو، مطابق با توافق‌نامه استانداردسازی ناتو.

### WGS 84

شعاع‌های استوایی (a)، قطبی (b) و میانگین زمین در سامانه ژئودتیک جهانی ۱۹۸۴ (بدون مقیاس).

چهارچوب مرجع WGS 84. تخت‌شدگی بیضی‌وار زمین در این تصویر اغراق‌آمیز است.

در اوایل دهه ۱۹۸۰، نیاز به یک سامانه جدید ژئودتیک جهانی به‌طور کلی توسط جامعه ژئودتیک و همچنین در داخل وزارت دفاع ایالات متحده به رسمیت شناخته شد. WGS 72 دیگر داده‌ها، اطلاعات، پوشش جغرافیایی یا دقت محصول کافی برای همه برنامه‌های کاربردی فعلی و پیش‌بینی‌شده را ارائه نمی‌کرد. همچنین ابزارهای تولید یک WGS جدید در قالب داده‌های بهبودیافته، افزایش پوشش داده، انواع داده‌های جدید و تکنیک‌های بهبودیافته در دسترس بودند. مشاهدات از داپلر، برد لیزر ماهواره‌ای و تداخل‌سنجی با خط پایه بسیار طولانی (VLBI) اطلاعات جدید قابل توجهی را تشکیل می‌داد. منبع جدید و مهمی از داده‌های ارتفاع‌سنجی راداری ماهواره‌ای نیز در دسترس بود. همچنین روش پیشرفته کمترین مربعات نیز در دسترس بود که امکان یک راه‌حل ترکیبی سازگار از انواع مختلف اندازه‌گیری‌ها را می‌داد. همه این روش‌ها نسبت به میدان گرانشی زمین بوده و امکان اندازه‌گیری‌هایی مانند ژئوئید، بی‌هنجاری‌های گرانی، انحرافات و داپلر دینامیکی را می‌دهد.
سامانه جدید ژئودتیک جهانی WGS 84 نامیده می‌شود و سامانه مرجع مورد استفاده در سامانه موقعیت‌یاب جهانی است. این سامانه، زمین‌مرکزی است و در سطح جهانی در ۱ متر سازگار است. نسخه‌های ژئودتیکی کنونی خانواده سامانه‌های مرجع زمین‌مرکزی سامانه بین‌المللی مرجع زمینی (ITRS) که توسط سرویس بین‌المللی چرخش زمین و سامانه‌های مرجع (IERS) نگهداری می‌شود، زمین‌مرکزی بوده و از نظر داخلی در سطح چند سانتی‌متری سازگار هستند، در حالی که هنوز در سطح دقت در حد متر، مطابق با WGS 84 هستند.
بیضی‌وار مرجع WGS 84 بر پایه سامانه مرجع ژئودتیک ۱۹۸۰ (GRS 80) بود، اما چون به‌طور مستقل استخراج شد و نتیجه آن به تعداد متفاوتی از ارقام قابل‌توجه گرد شد، دارای تغییرات بسیار جزئی در مسطح کردن معکوس است. این موضوع منجر به یک تفاوت کوچک ۰٫۱۰۵ میلی‌متری در محور نیمه‌فرعی شد. جدول زیر پارامترهای بیضی‌وار اولیه را مقایسه می‌کند.
| بیضی‌وار مرجع | محور نیمه‌اصلی a | محور نیمه‌فرعی b    | تخت‌شدگی معکوس 1/f      |
| ------------ | --------------- | ------------------ | ---------------------- |
| GRS 80       | ۶۳۷۸۱۳۷٫۰ m     | ≈ ۶۳۵۶۷۵۲٫۳۱۴۱۴۰ m | ۲۹۸٫۲۵۷۲۲۲۱۰۰۸۸۲۷۱۱... |
| WGS 84       | ۶۳۷۸۱۳۷٫۰ m     | ≈ ۶۳۵۶۷۵۲٫۳۱۴۲۴۵ m | ۲۹۸٫۲۵۷۲۲۳۵۶۳          |

## تعریف

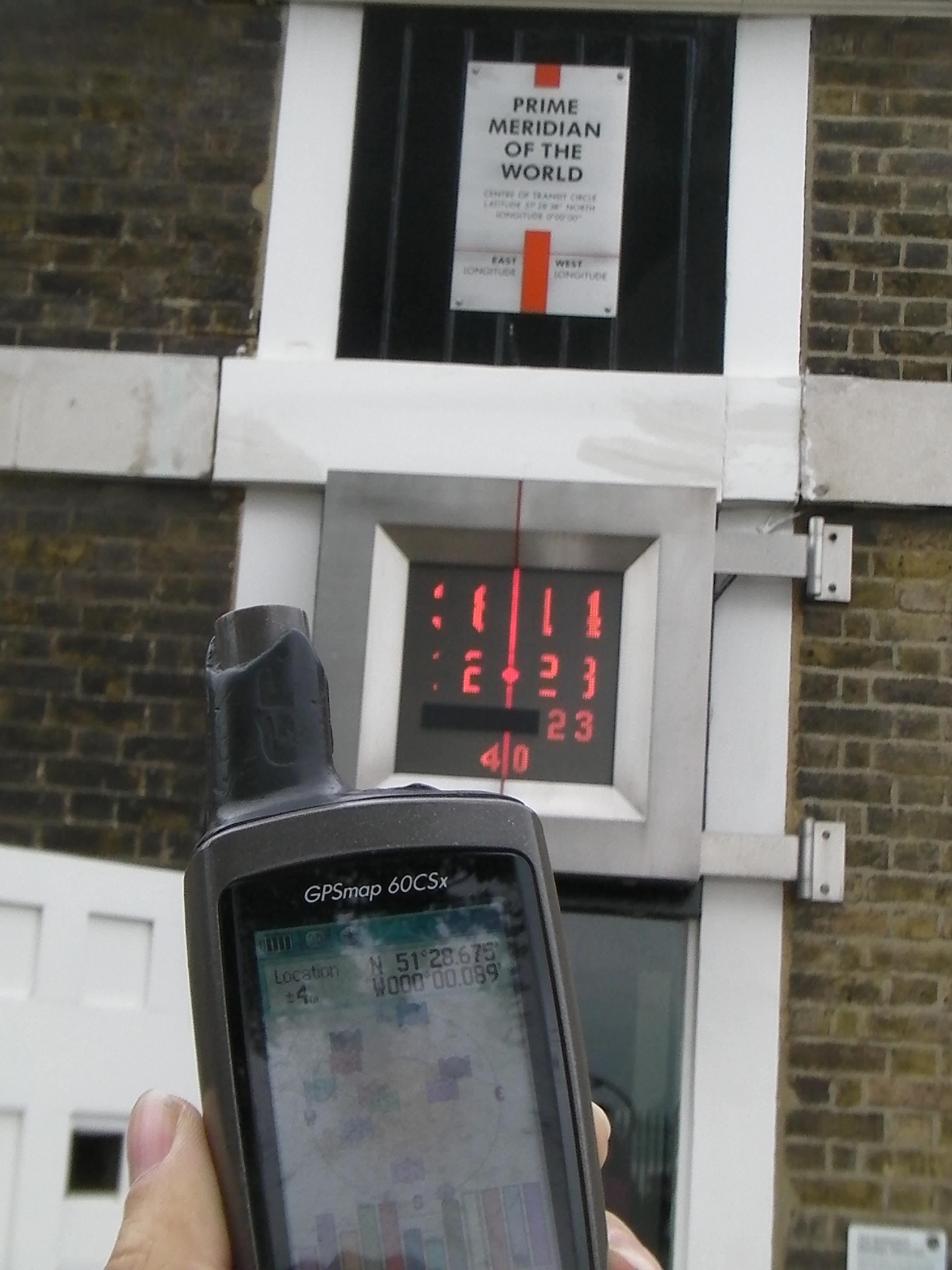
گیرنده GPS دستی در رصدخانه سلطنتی گرینویچ، نشان می‌دهد که نصف‌النهار گرینویچ حدود ۰٫۰۸۹ دقیقه قوسی (یا ۵٫۳۴ ثانیه قوسی) غرب مبنای ژئودتیک WGS 84 (نصف‌النهار مرجع) قرار دارد.

طبق قرارداد، مبدأ مختصات WGS 84 در مرکز جرم زمین قرار گرفته و تصور می‌شود که عدم قطعیت آن کمتر از ۲ سانتی‌متر است. نصف‌النهار طول جغرافیایی صفر درجه نصف‌النهار مرجع IERS است که ۵٫۳ ثانیه قوسی یا ۱۰۲ متر (۳۳۵ فوت) در شرق نصف‌النهار گرینویچ و در عرض جغرافیایی رصدخانه سلطنتی گرینویچ قرار دارد. این موضوع به این واقعیت مربوط می‌شود که میدان گرانشی محلی در گرینویچ دقیقاً از مرکز جرم زمین عبور نمی‌کند، بلکه حدود ۱۰۲ متر از غرب مرکز جرم را از دست می‌دهد. موقعیت‌های طول جغرافیایی WGS 84 با موقعیت‌های موجود در مبنای قدیمی‌تر آمریکای شمالی ۱۹۲۷ مطابقت دارد که تقریباً برابر با نصف‌النهار ۸۵ درجه غربی در شرق-مرکز ایالات متحده آمریکا است.
سطح مبنای WGS 84 یک کره‌وار پخ با شعاع استوایی a = ۶۳۷۸۱۳۷ m در استوا و تخت‌شدگی f = 1/۲۹۸٫۲۵۷۲۲۳۵۶۳ است. مقدار بازتعریف‌شده ثابت گرانشی WGS 84 (شامل جرم اتمسفر زمین) برابر با ۳٫۹۸۶۰۰۴۴۱۸×۱۰۱۴ m۳/s۲ = GM است. سرعت زاویه‌ای زمین برابر با ۷۲٫۹۲۱۱۵×۱۰−۶ rad/s = ω تعریف شده است.
این تعریف‌ها منجر به چندین پارامتر محاسبه شده می‌شود، مانند محور نیمه فرعی قطبی b که برابر است با ۶۳۵۶۷۵۲٫۳۱۴۲ m = a × (۱ − f) و اولین خروج از مرکز مربع که برابر است با ۶٫۶۹۴۳۷۹۹۹۰۱۴×۱۰−۳=e2.